# 駒井野
駒井野（こまいの）は、千葉県成田市の大字。郵便番号は282-0021（成田国際空港内）、286-0121（その他）。

## 地理
成田市の南東部に位置し、遠山地区に所属する。周辺の小菅・長田・堀之内・取香・古込・天浪・大清水と隣接する。
東西を京成本線を通っているが当区域に駅は無い。なお、同線と京成東成田線との分岐点となっている駒井野信号場は、駒井野ではなく隣接の取香に位置している。
南東の区域が新東京国際空港（現・成田国際空港）の敷地（一期地区）の一部となり、A滑走路の滑走路端（滑走路番号：16R）や誘導路などの施設が置かれている。

## 歴史
旧石器時代終末の細石器が出土した駒井野荒追遺跡（現・マロウドインターナショナルホテル成田建設地）や台ノ田遺跡があり、縄文時代の陥穴が多数検出されていることから、古くから人が居住していたものと考えられる。
中世（下総国遠山方御厨の一部）の遺構として、字郷中に駒井野城跡がある。
駒井野は、江戸時代（皆川藩領→佐倉藩領）から農業を営んでいる「古村」と呼ばれる集落であった。
成田市編入前は、下埴生郡遠山村、駒井野村に属していた。
空港建設時に発生した三里塚闘争（成田空港問題）では団結小屋が設置され、成田空港予定地の代執行では強固に構築された団結小屋（いわゆる「砦」）を巡って激しい攻防が行われた。また、一坪共有地も発生し、解決に向けた裁判も起きている。

## 世帯数と人口
2017年（平成29年）10月31日現在の世帯数と人口は以下の通りである。
| 大字   | 世帯数 | 人口 |
| ------ | ------ | ---- |
| 駒井野 | 24世帯 | 48人 |

## 小・中学校の学区
市立小・中学校に通う場合、学区は以下の通りとなる。
| 地域 | 小学校             | 中学校             |
| ---- | ------------------ | ------------------ |
| 全域 | 成田市立遠山小学校 | 成田市立遠山中学校 |

## 施設

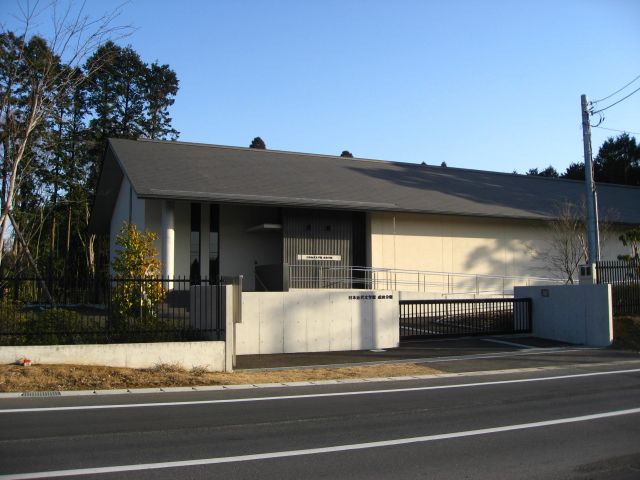
日本近代文学館成田分館

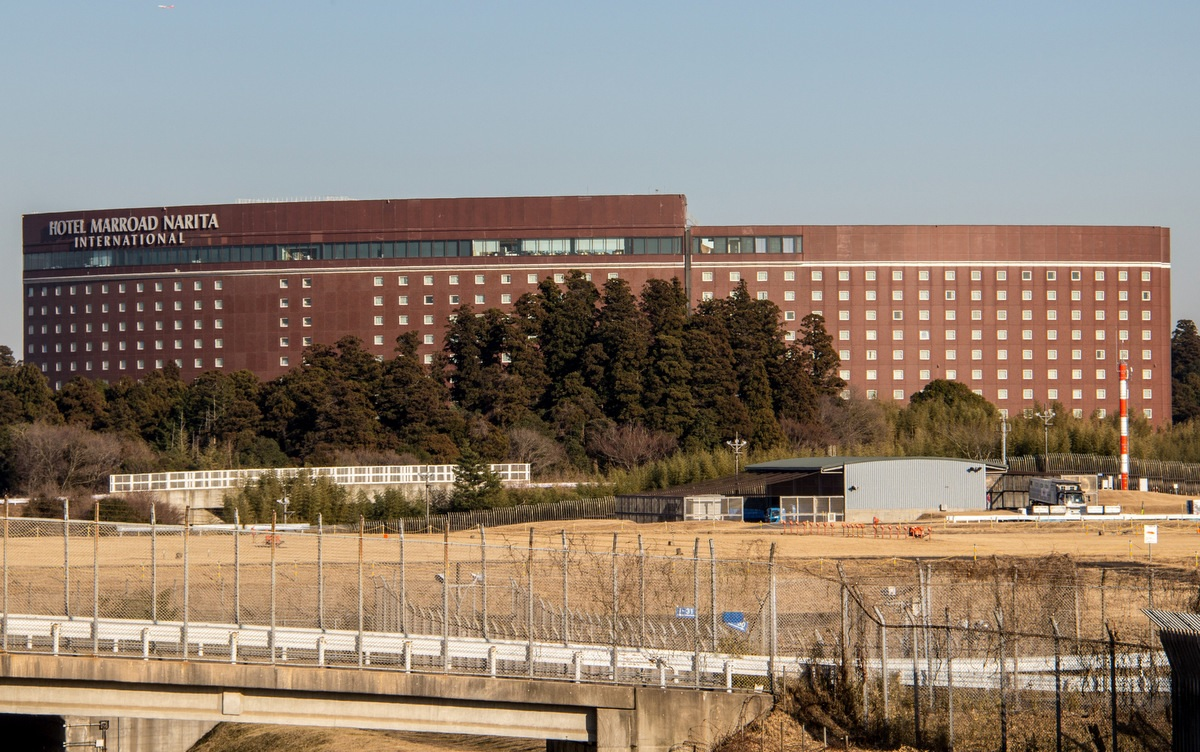
マロウドインターナショナルホテル成田

- 成田国際空港
- 成田市さくらの山
- 日本近代文学館 成田分館
- 成田空港交通本社
- 東京税関成田航空貨物出張所
- マロウドインターナショナルホテル成田
- 取香川

## 交通

### 道路
- 国道295号（空港通り・小菅、取香方面）
- 千葉県道44号成田小見川鹿島港線（小菅、取香方面）

### バス
- ジェイアールバス関東（東関東支店）多古本線 - 八日市場駅～多古台バスターミナル～成田空港～成田駅
  - （法華塚（小菅）） - さくらの山公園 - （遠山農協前（大清水））
- 成田市コミュニティバス（千葉交通運行）津富浦ルート - 成井回転場～津富浦～保健福祉館、大栄支所～奈土～前林小学校～保健福祉館
  - （新取香橋（取香）） - 駒井野 - さくらの山公園 - （吉倉共同利用施設（吉倉））
- 成田空港交通・さくらの山線 - 成田空港～さくらの山、さくらの山→バンテック
  - （成田空港第2ターミナル（古込）） - さくらの山公園
  - さくらの山公園 - （住宅入口（三里塚））
- 成田サークルバス（千葉交通） - マロウドインターナショナルホテル～京成成田駅～マロウドインターナショナルホテル
  - マロウドインターナショナルホテル成田 - （成田東武ホテルエアポート（取香））

※各路線とも本数は1日数本のため注意